# Podisma syriaca
Podisma syriaca är en insektsart som först beskrevs av Brunner von Wattenwyl 1861.  Podisma syriaca ingår i släktet Podisma och familjen gräshoppor. Inga underarter finns listade i Catalogue of Life.